# 발라 (프로그래밍 언어)
발라(영어: Vala)는 셀프 호스팅 컴파일러를 가진 객체 지향 프로그래밍 언어이다. 발라 컴파일러는 GObject 시스템을 사용하여 C 소스코드를 생성한다. 생성된 C 소스코드는 단지 발라 언어의 실행만을 위한 게 아니라 실제로 다른 C 언어 프로젝트에서도 사용할 수 있게끔 적절한 API를 가지고 있다.
발라는 문법적으로 자바나 C#과 비슷하며, 익명 함수, 시그널, 프로퍼티, 제네릭, 자동 메모리 관리, 예외 처리, 자료형 추론, foreach문 등의 기능을 제공한다.

## 예제

### Hello world 프로그램
```
void
 
main
 
(
string
[]
 
args
)
 
{

    
print
(
"Hello World!"
);

}

```

이 예제는 다음과 같이 객체 지향 방식으로도 작성될 수 있다.
```
public
 
class
 
Sample
 
:
 
Object
 
{

    
static
 
void
 
main
 
(
string
[]
 
args
)
 
{

        
print
(
"Hello World!"
);

    
}

}

```

또한 아래와 같이 스크립트 형태로도 작성될 수 있다. 이는 실험적인 기능이며 암시적으로 main 메소드를 가지고 있다.
```
print
(
"Hello World!"
);

```

### GUI 버전 Hello World
GTK+를 사용한 예제이다
```
// hellogtk.vala

using
 
Gtk
;

void
 
main
 
(
string
[]
 
args
)
 
{

    
Gtk
.
init
(
ref
 
args
);

    
var
 
window
 
=
 
new
 
Window
();

    
window
.
title
 
=
 
"Hello, World!"
;

    
window
.
border_width
 
=
 
10
;

    
window
.
window_position
 
=
 
WindowPosition
.
CENTER
;

    
window
.
set_default_size
(
350
,
 
70
);

    
window
.
destroy
.
connect
(
Gtk
.
main_quit
);

    
var
 
label
 
=
 
new
 
Label
(
"Hello, World!"
);

    
window
.
add
(
label
);

    
window
.
show_all
();

    
Gtk
.
main
 
();

}

```

컴파일:
```
valac
 
--pkg
 
gtk+-3.0
 
hellogtk.vala

```

## 지원하는 문서 편집기 / IDE
발라를 지원하는 편집기 중 일부의 목록이다.
- Anjuta
- Atom (language-vala-modern 패키지)
- GNOME Builder
- Emacs
- Euclide
- Geany
- MonoDevelop
- NetBeans
- RedCar
- Scratch
- Sublime Text
- TextMate
- Gedit
- Val(a)IDE (발라로 작성된 발라 편집기)
- Valable (이클립스 플러그인)
- Valama (발라로 작성된 발라 편집기)
- Valencia
- Vim
- Visual Studio Code

## 같이 보기
- 지니 : 발라 컴파일러가 해석할 수 있는 또 다른 언어이다. 파이썬과 비슷한 문법을 가지고 있다.
- 엘리멘트리 OS : 발라를 사용하는 리눅스 배포판
- C 언어